# 古頓加瓦巴爾村
古頓加瓦巴爾村（波斯語：گودين گوابر），是伊朗吉兰省阿姆拉什县中央區南阿姆拉什鄉的一个村。2006年人口普查顯示該村人口为95人，分佈在31个家庭中。